# بحيرات الأطلس المتوسط
يخفي الأطلس المتوسط في المغرب إمكانات طبيعية وغابات متنوعة في سياق رطب وشبه رطب لصالح تطوير البحيرات والأنهار والبيئات الحيوية.
النباتات والحيوانات غنية وتحتوي على جميع جوانب الحياة البيولوجية السرية. إن إنشاء مواقع ومنتزهات وطنية (منتزه تازكة الوطني ، منتزه إفران الوطني) ومواقع رامسار هو الشغل الشاغل للحكومة والمنظمات غير الحكومية المعنية بحماية هذا التراث الذي قد يختفي يومًا ما. تحت ضغوط مختلفة، كالديناميات البشرية، والرعي الجائر، والاستغلال المفرط للغابات، والجفاف.
يعد الأطلس المتوسط موطنًا لمساحة كبيرة من غابات الأرز والبلوط والعديد من البحيرات والأنهار والوديان، ومجموعة متنوعة من المناطق المناخية الحيوية التي تعد موطنًا للتنوع البيولوجي الهائل وثروة من النباتات والحيوانات.
المكون البشري للأطلس المتوسط وللثقافة الأمازيغية، المكون بشكل أساسي من اتحادات أمازيغية كبيرة: الزيان، آيت اليوسي، آيت سقوقو، آيت مقيلد، بني مطير، آيت صغروشن، قبائل أموزر مرموشة، إلخ. مجموعات عرقية شكلتها التضاريس وتعيش بشكل أساسي من التكاثر من خلال الترحال بين الجبل (المراعي الصيفية) والأزغار (المراعي الشتوية). كل هذه المكونات توفر بيئة تحظى بتقدير كبير من قبل الزوار.
عيون أم الربيع، بحيرة أكلمام أزكزا، بحيرات تيكلمامين، بحيرة ويوان... وغيرها من مناطق الأطلس المتوسط تحظى هي الأخرى بحظ وافر من الزيارة السياحية.